# 阮福绵寯
阮福綿寯（越南语：／，1827年6月12日—1907年6月22日），字陽賢（越南语：／），又字彥叔（越南语：／），又字彥之（越南语：／），號仲延（越南语：／），又號雅莊（越南语：／），又號松園（越南语：／），越南阮朝明命帝第三十七子，生母安嬪胡氏隨，越南詩人。

## 生平
明命八年五月十八日（1827年6月12日），阮福綿寯在順化皇城雲錦院出生。明命十二年（1831年），在廣福堂與兄弟一起進學。紹治三年（1843年）正月，受封為和盛郡公（越南语：／）。咸宜元年（1885年）二月，晉封盛國公（越南语：／）。同慶三年（1888年）正月，阮福綿寯因和遵國公阮福綿寧非議同慶帝封生母為堅太王妃一事而遭革爵懲罰。成泰元年（1889年），恢復原爵。成泰五年（1893年），兼攝尊人府左尊人。成泰七年（1895年）四月，晉封和盛公（越南语：／）。成泰八年（1896年）五月，阮福綿寯七十大壽，成泰帝令建瑞鄉公阮福寶石前往慶賀。成泰十一年（1899年）四月，晉封和盛郡王（越南语：／）。成泰十九年五月十二日（1907年6月22日），阮福綿寯去世，壽八十一歲，成泰帝追贈其為和盛王（越南语：／），賜諡端恭。葬於承天府香水縣楊春下社。

## 著作
阮福綿寯在詩文和儒學方面都頗有研究。詩文方面著有《雅堂詩集》、《雅堂文集》，儒學方面著有《孝經立本》、《孝經略詮》、《孝經國音演義歌》和《補正二十四孝傳演義歌》等。

## 子女
阮福綿寯有35子26女。後裔按御賜女字部起名。
- 阮福洪威，成泰十六年（1904年）襲封和盛郡公，但按公子身份領俸，維新四年六月初七日（1910年7月13日）正式宣封。
- 阮福洪婧，恩封亭侯。
  - 孫阮福膺嫏，1919年出生，音樂家。
- 阮福洪媺
- 阮福洪（女）
- 阮福洪姚